# Mathilde Cohen Tervaert-Israëls
Mathilde Anna Cohen Tervaert-Israëls (Amsterdam, 14 febbraio 1864 – San Gallo, 18 febbraio 1945) è stata un'attivista per i diritti delle donne olandese.
Femminista, nel corso della sua lunga carriera, fu attiva tra l'altro come presidente della Nederlandse Vereeniging van Staatsburgeressen (Associazione olandese delle cittadine) e presidente della sezione dell'Aia del Vereeniging Onderlinge Vrouwenbescherming (Associazione Protezione reciproca delle donne). Contribuì con diverse pubblicazioni sui diritti e la condizione sociale delle donne nei Paesi Bassi.

## Biografia

### Vita familiare
Era figlia di Aleida Schaap e del pittore Jozef Israëls. Anche suo fratello Isaac Israëls (1865) divenne pittore. Si sposò nel 1887 con Gerard Cohen Tervaert, che, dopo aver conseguito il dottorato a Vienna, divenne il primo otorinolaringoiatra con dottorato nei Paesi Bassi. La coppia ebbe quattro figli: Dirk Gerard (1888), Aleida Anna Maria (1889), Jozeph Marie Theodoor (1890) e Gerard Matthijs (1895) Cohen Tervaert.

### Carriera
Si interessò al destino delle donne e madri non sposate e si unì ben presto all'associazione Vereeniging Onderlinge Vrouwenbescherming (O.V.), fondata nel 1897. Dopo dieci anni come segretaria dell'associazione, nel 1912 divenne responsabile della sezione dell'Aia. Partecipò inoltre, insieme ad altre importanti femministe come Wilhelmina Drucker e Maria Rutgers-Hoitsema, al Het Comité voor Moederbescherming en Sexueele Hervorming (Comitato per la protezione della madre e la riforma sessuale), un comitato indipendente che intendeva studiare le questioni sociali alla base della maternità non coniugale. Le attività di questo comitato portarono, tra l'altro, alla pubblicazione di Moederschap: Sexueele Ethiek (Maternità: Etica sessuale) nel 1913. Oltre alla prefazione di questo libro, scrisse anche il saggio Waarom moederbescherming en sexueele hervorming (Perché protezione della madre e riforma sessuale), nel quale chiariva così la missione del comitato: "vogliamo diffondere conoscenza e responsabilità circa il significato della vita sessuale in ogni ambito dell'esistenza, morale, sociale e storico-culturale, convinti che solo tale conoscenza potrà portare l'elevazione morale che il nostro tempo attende con ansia."
All'interno dell'associazione Vereeniging Onderlinge Vrouwenbescherming, conobbe anche Annette Versluys-Poelman. Versluys-Poelman, che attorno al cambio di secolo era anche presidente del Vereeniging voor Vrouwenkiesrecht (Associazione per il suffragio femminile) (VvVK), la convinse dell'importanza delle attività del movimento femminista. Divenne così membro della VvVK e vi rimase anche dopo l'ottenimento del suffragio femminile completo nel 1919. Nel 1924 fu eletta, insieme a Rosa Manus e Cato van der Pijl, nel consiglio direttivo della VvVK, che nel frattempo era stata rinominata in Nederlandse Vereeniging van Staatsburgeressen (Associazione olandese delle cittadine). Negli anni trenta ne divenne presidente. Sotto la sua direzione, l'associazione si fuse con la Nederlandse Unie voor Vrouwenbelangen (Unione olandese per gli interessi femminili), che a sua volta era nata, tra l’altro, dalla Lega olandese per il suffragio femminile (Nederlandsche Bond voor Vrouwenkiesrecht), dando origine all'Associazione olandese per gli interessi delle donne e la piena cittadinanza (Nederlandse Vereniging voor Vrouwenbelangen en Gelijk Staatsburgerschap). Dopo tale fusione sostenne anche l'ammissione degli uomini alle cariche direttive. Durante la lotta per il suffragio femminile, questa era stata una delle questioni di disaccordo tra il Sindacato e la VvVK.

### La seconda guerra mondiale
Come sua figlia Aleida, venne internata durante la seconda guerra mondiale nel campo di Barneveld. Il gruppo di Barneveld fu poi deportato, tramite il Campo di transito di Westerbork a Campo di concentramento di Theresienstadt. Entrambe sopravvissero al campo di concentramento e furono trasferite a San Gallo, in Svizzera, dove morì poco dopo. Aveva 81 anni. È sepolta al Cimetière Israélite di San Gallo.

## Pubblicazioni
- Cohen Tervaert-Israëls, M. et al. Maternità: Etica sessuale. Almelo, Hilarius, 1910
- Bakker-Nort, B., Cohen Tervaert-Israëls, M., Aalten, S.J.L. van, Jacobs, Aletta Henriëtte, Pijl, Cato M. v.d., Schaik-Dobbelman, C.v., e Est, Simon. “Rapporto della commissione per lo studio della condizione giuridica del figlio nato fuori dal matrimonio: Adottato all'assemblea generale di Groningen, luglio 1926.” Amsterdam, Associazione olandese delle cittadine, 1926. Via AtriaTemplate:Dode link